# Alloschemone occidentalis
Alloschemone occidentalis é uma espécie de planta do gênero Alloschemone.

## Taxonomia
A espécie foi descrita em 1895 por Henri Ernest Baillon. 

## Ocorrência
A espécie é nativa da região amazônica, mas não é endêmica do Brasil. Sua distribuição abrange os estados do Amazonas e Rondônia, ocorrendo em florestas de terra firme e florestas ombrófilas (pluviais), típicas do domínio fitogeográfico da Amazônia. Essas áreas são caracterizadas por alta umidade e densa vegetação.